# Sphecodes arroyanus
Sphecodes arroyanus là một loài Hymenoptera trong họ Halictidae. Loài này được Cockerell mô tả khoa học năm 1904.